# Sherlock Yack
Sherlock Yack este un serial de animație pentru copii produs de Mondo TV France în asociere cu TF1, ZDF și ZDF Enterprises bazat pe seria de cărți Sherlock Yak – Zoo Detective scrisă de Michel Amelin și ilustrată de Colonel Moutarde. 52 de episoade de 13 minute fiecare au fost produse. Serialul a avut premiera pe 4 mai 2011 și finalul pe 4 martie 2012.